# Pintures rupestres del Tadrart Roig
Les pintures rupestres del Tadrart Roig són pintures i gravats en roca que cobreixen un llarg període cronològic des del començament del Neolític fins a l'època contemporània. Al Tadrart Roig, sobretot al uadi In Djaren, a les parets rocoses i als abrics sota roca hi ha escampades pintures i gravats rupestres que documenten els canvis climàtics que han marcat l'evolució de l'àrea d'una sabana de fa uns 10.000 anys a un desert de fa 5.000 anys.

Aquestes pintures rupestres han evolucionat amb el temps: des de la gran fauna salvatge com ara elefants, rinoceronts, girafes, antílops i bòvids salvatges, fins als animals criats com ovelles i cabres, cavalls i en acabant camells.

Detalles de las pinturas
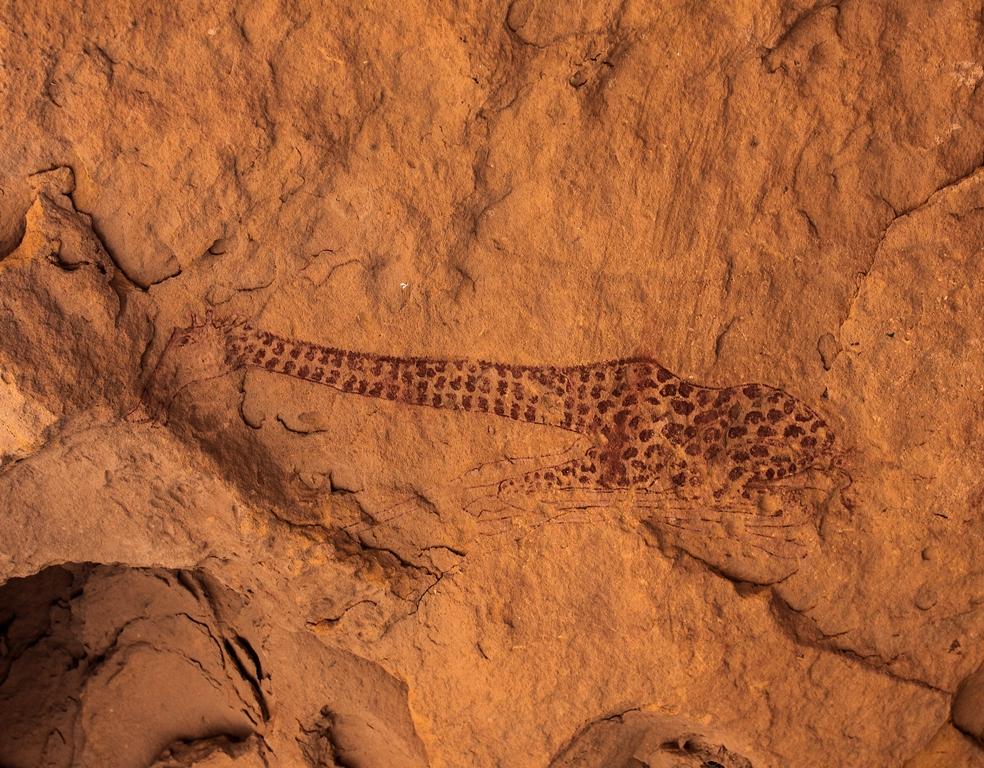
Girafes ajupides farcides d'ocels vermells
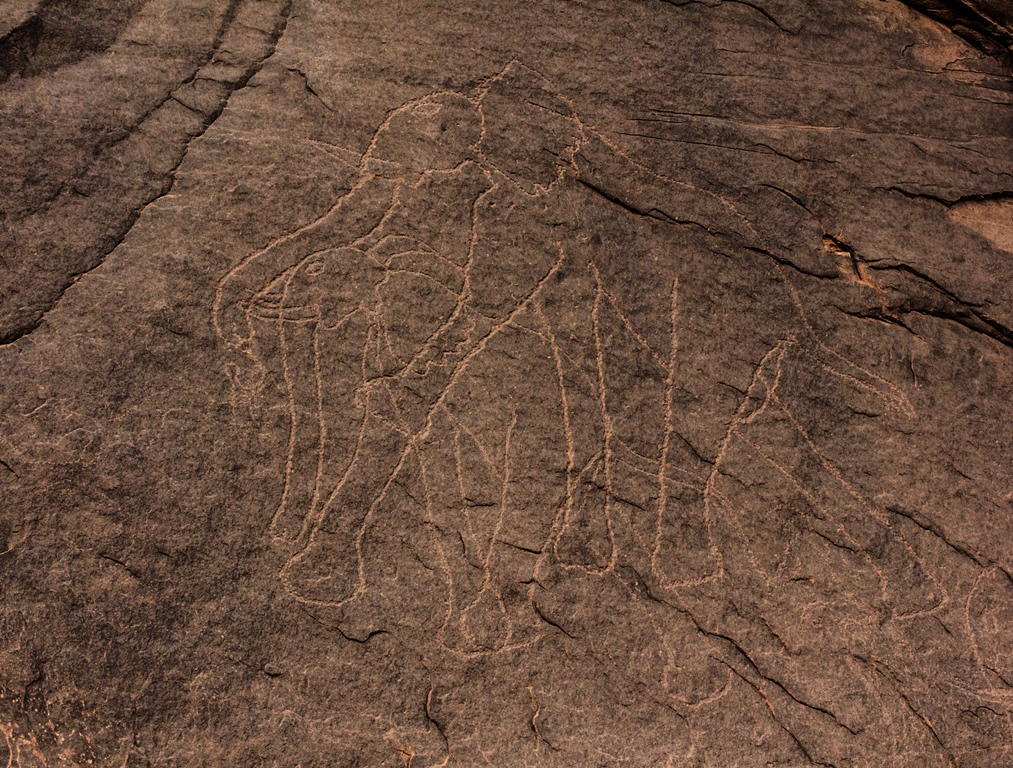
Ramat d'elefants
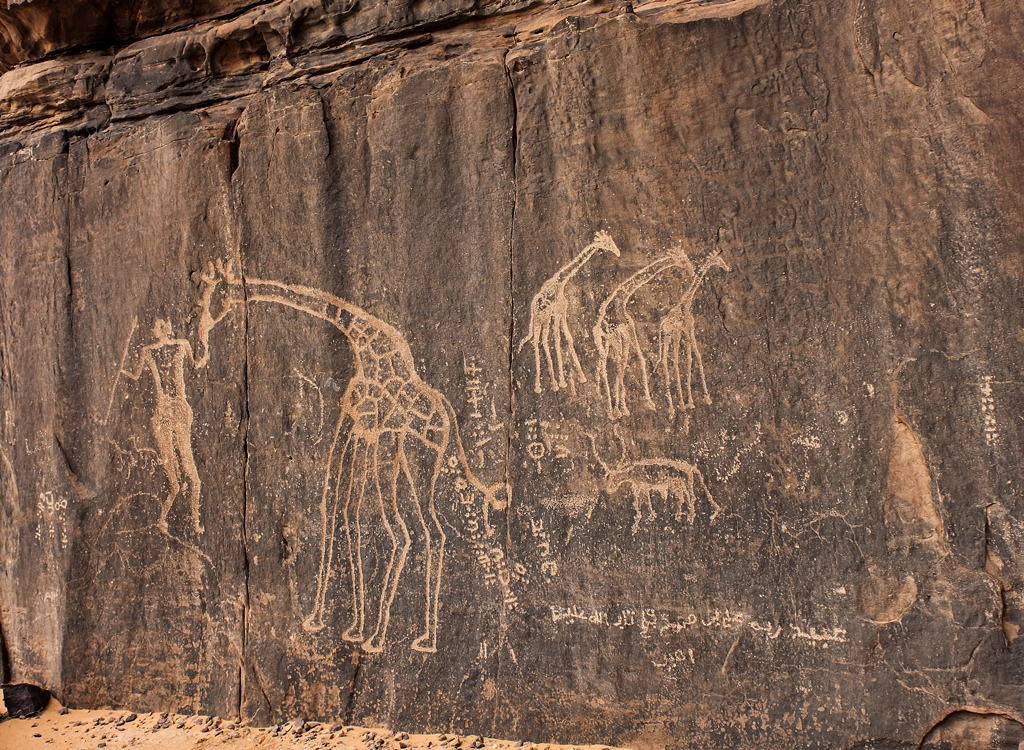
Caçador de girafes; inscripcions en àrab i en tifinag
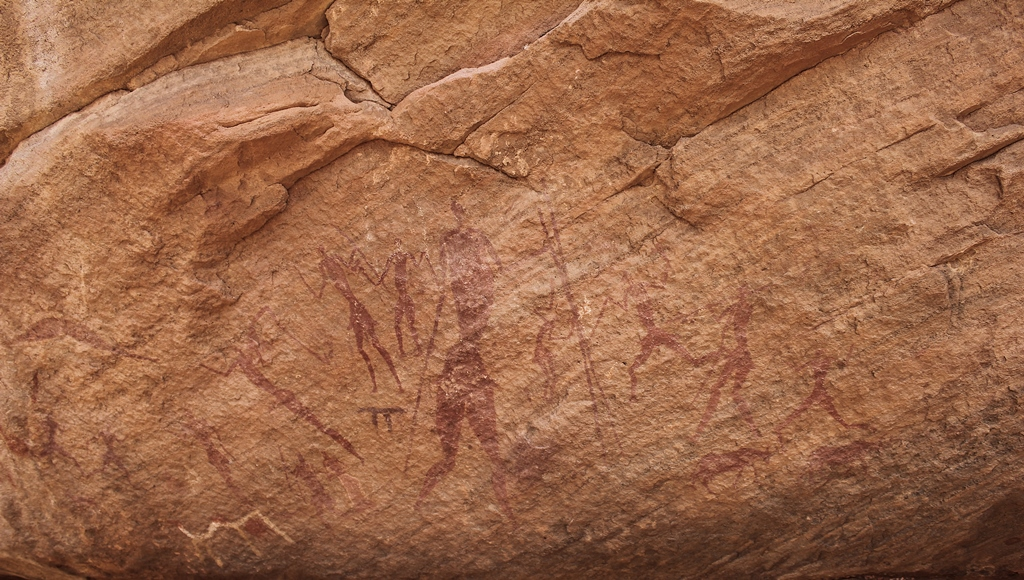
Persones amb bastons
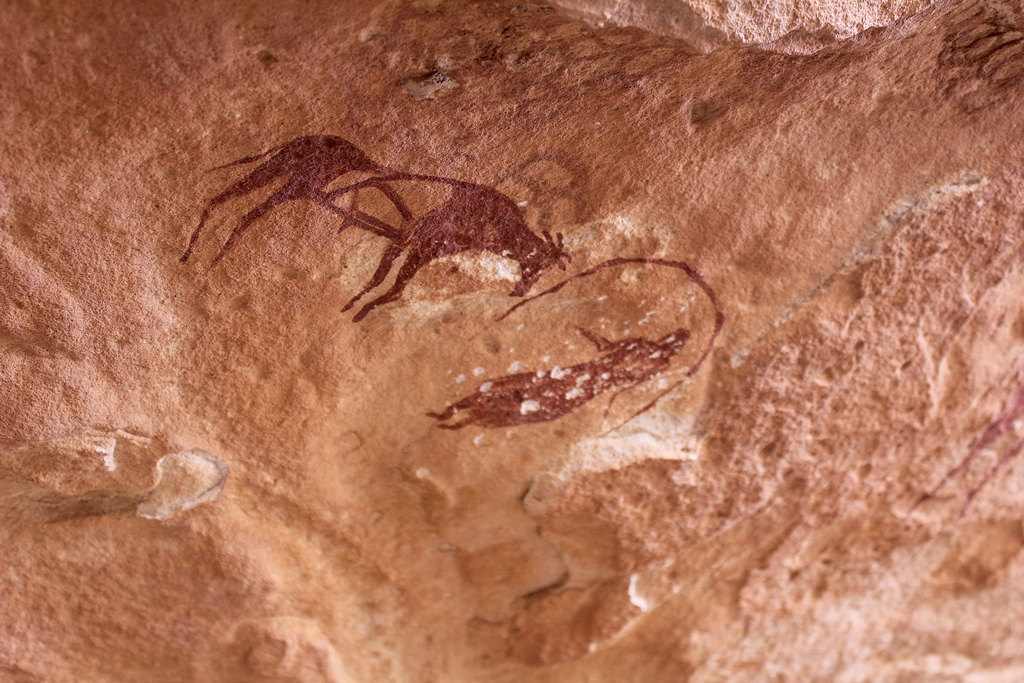
Bòvids amb una dona

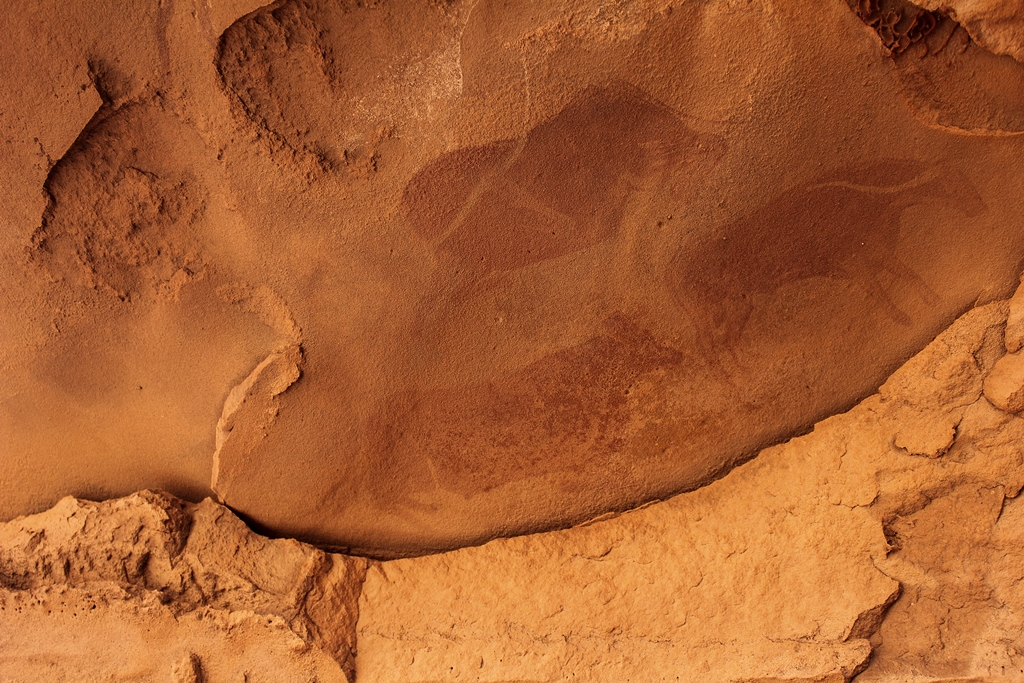
Fauna salvatge
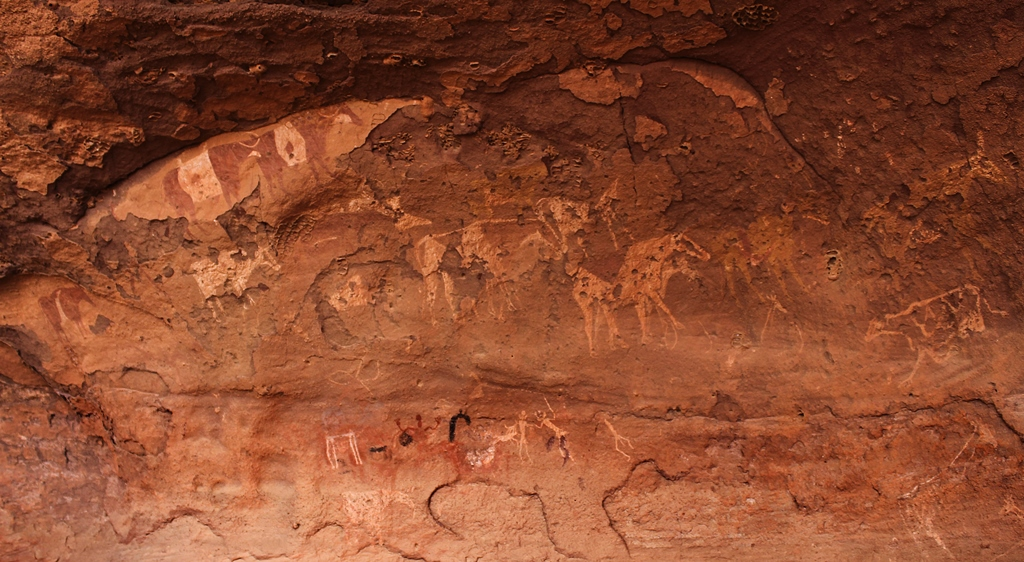
Bovins i escenes pastorals
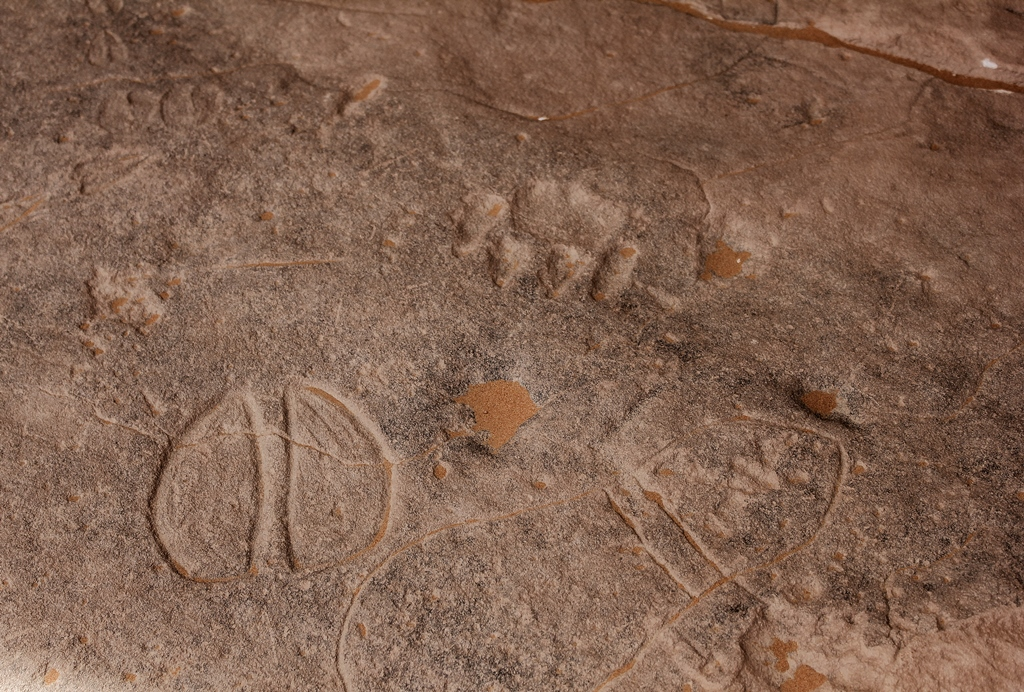
Impressions d'animals
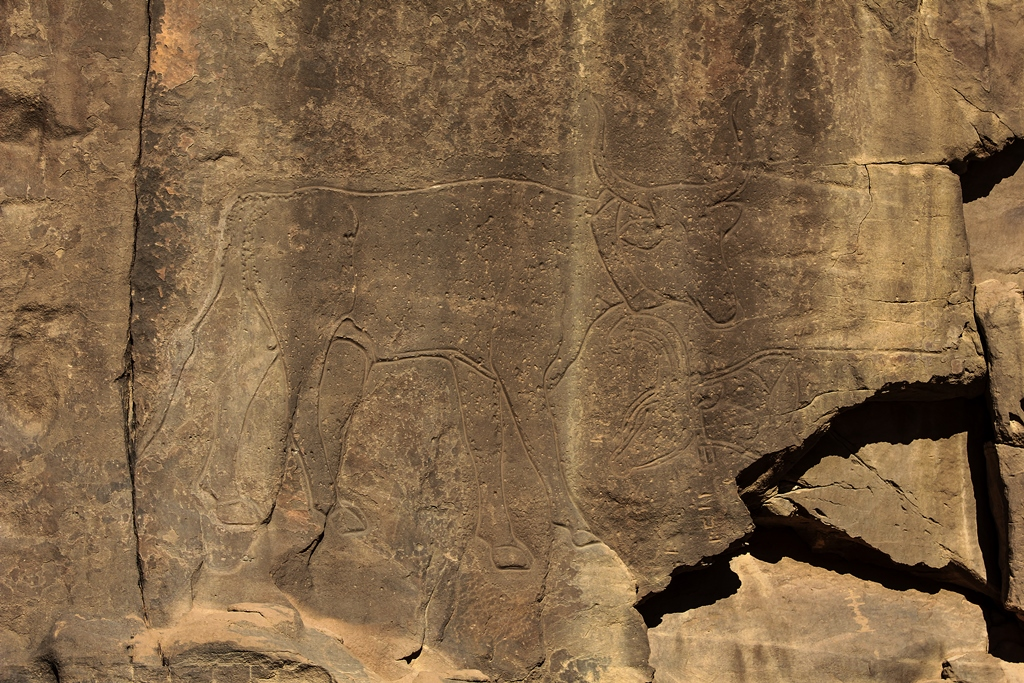
Vaques

## Referències

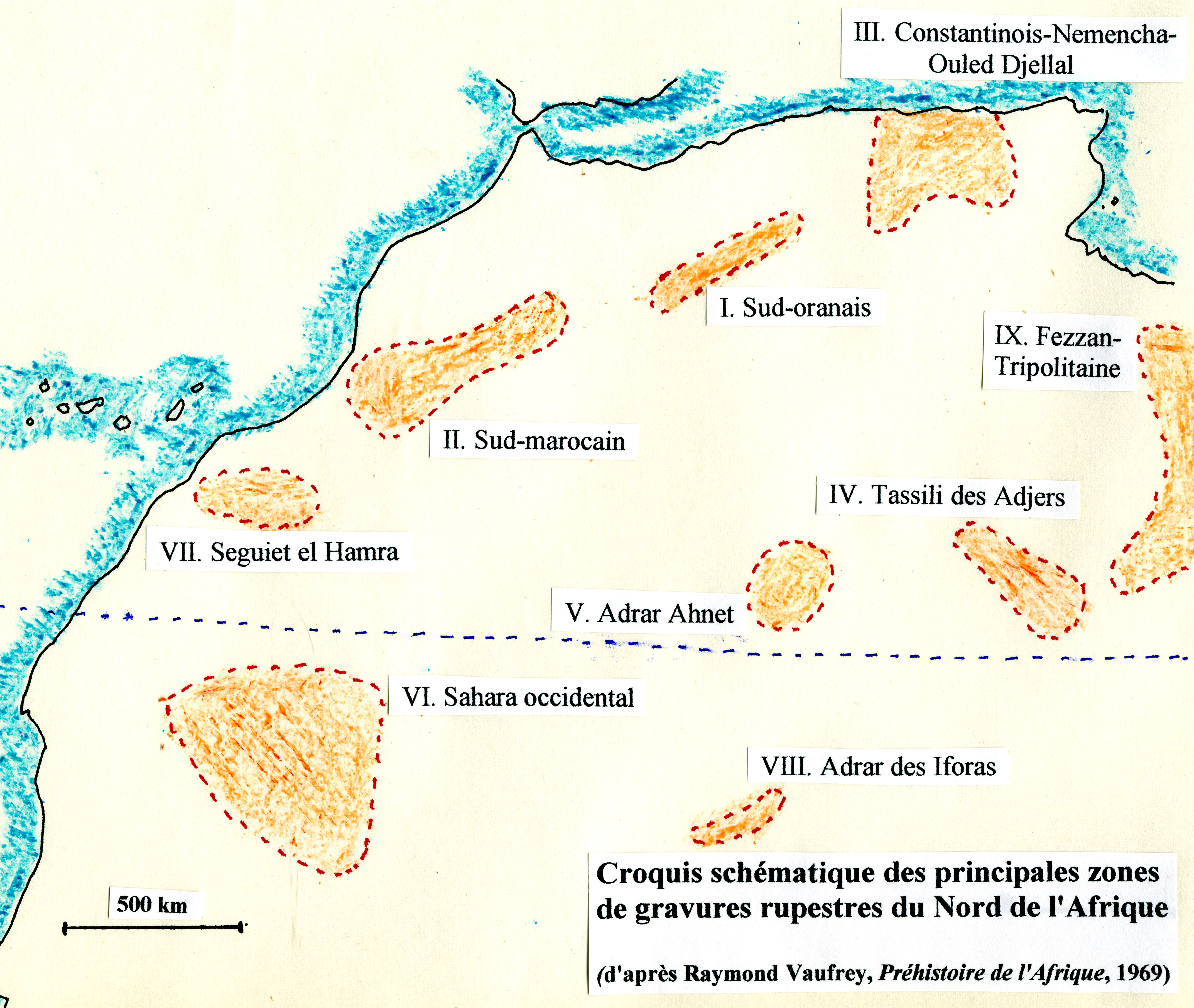
Principals zones de gravats rupestres del nord d'Àfrica